# Brachysipalia sanfilippoi
Brachysipalia sanfilippoi – gatunek chrząszcza z rodziny kusakowatych i podrodziny rydzenic.
Gatunek ten opisał po raz pierwszy w 1995 roku Roberto Pace na łamach „Revue suisse de Zoologie”. Jako lokalizację typową wskazano okolice stacji meteorologicznej na górze Kenia w Kenii. Epitet gatunkowy nadano na cześć koleopterologa, Nina Sanfilippa.
Chrząszcz o błyszczącym, wydłużonym w zarysie ciele długości 2,1 mm. Głowa jest żółta, wyraźnie i pępkowato punktowana, na dysku ostro, po bokach i w części potylicznej zatarcie siateczkowana. Czułki mają wszystkie człony żółte. Żółte przedplecze ma ostro siateczkowaną powierzchnię z drobnym punktowaniem oraz czterema punktami grubszymi. Również żółte pokrywy mają ostre siateczkowanie i wyraźne, sterczące ziarenkowanie. Kolor odnóży jest żółty. Odwłok jest siateczkowany, żółto ubarwiony. Genitalia samicy odznaczają się niewyraźnie zaznaczonym rozdęciem proksymalnej części spermateki. Genitalia samca przypominają te u B. kenyamontis, różniąc się jednak szerszym w widoku brzusznym edeagusem.
Owad afrotropikalny, znany wyłącznie z Kenii. Spotkany na rzędnych 3050 m n.p.m.